# Piotr Drzewiecki
Piotr Drzewiecki (28. dubna 1950, Chořov – 17. března 2022, Langenfeld) byl polský fotbalista, obránce.

## Fotbalová kariéra
Hrál v polské nejvyšší soutěži za Ruch Chorzów, nastoupil ve 231 ligových utkáních a dal 3 góly. S týmem získal tři mistrovské tituly a jednou vyhrál polský fotbalový pohár. V Poháru mistrů evropských zemí nastoupil v 11utkáních a v Poháru UEFA nastoupil v 11 utkáních. Za reprezentaci Polska nastoupil v roce 1974 ve 3 utkáních.

## Ligová bilance
| Ročník              | Zápasy | Góly | Klub         |
| ------------------- | ------ | ---- | ------------ |
| Ekstraklasa 1968/69 | 18     | 0    | Ruch Chorzów |
| Ekstraklasa 1969/70 | 5      | 0    | Ruch Chorzów |
| Ekstraklasa 1970/71 | 11     | 0    | Ruch Chorzów |
| Ekstraklasa 1971/72 | 19     | 0    | Ruch Chorzów |
| Ekstraklasa 1972/73 | 22     | 1    | Ruch Chorzów |
| Ekstraklasa 1973/74 | 28     | 0    | Ruch Chorzów |
| Ekstraklasa 1977/75 | 25     | 2    | Ruch Chorzów |
| Ekstraklasa 1975/76 | 24     | 0    | Ruch Chorzów |
| Ekstraklasa 1976/77 | 22     | 0    | Ruch Chorzów |
| Ekstraklasa 1977/78 | 10     | 0    | Ruch Chorzów |
| Ekstraklasa 1978/79 | 29     | 0    | Ruch Chorzów |
| Ekstraklasa 1979/80 | 18     | 0    | Ruch Chorzów |
| CELKEM Ekstraklasa  | 231    | 3    |              |